# スコール (ビール)

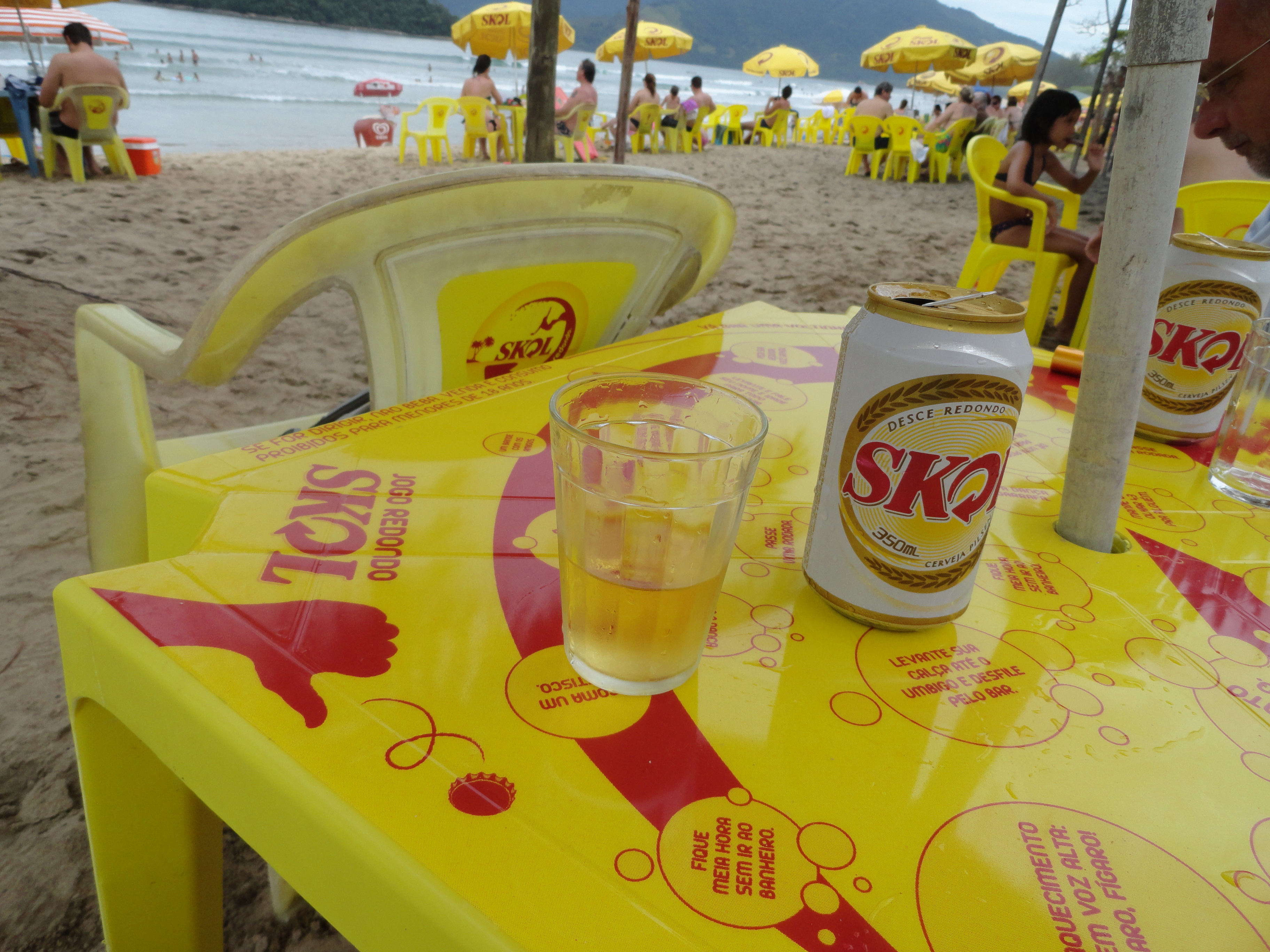
スコールの缶ビール

スコール（ポルトガル語: Skol）は、ブラジルの飲料会社アンベヴ（のちのインベブ、現在のアンハイザー・ブッシュ・インベブ）がデンマークのビール会社カールスバーグからライセンスを受けて生産を始めたビールの商標である。スペイン語読みではスコル、ブラジルではブラジルポルトガル語読みでスコウとも読む。その名称はスウェーデン語で「あなたの健康のために」を意味する乾杯の音頭「skål」から取られている。今日のブラジルではかなりのシェアを持つ銘柄である。スタイルはピルスナーに属し、透明で軽めな味を持つ非熱処理ビールである。

## 歴史
スコール・ピルスナービールは1964年8月25日にヨーロッパで生まれ、1967年にはブラジルにもたらされた。1971年には薄手の缶に入れて販売された。1979年にはアルミ缶に切り替わったが、これも先駆的なものだった。1993年には500ミリリットル缶も発売された。
近年のリサイクルの流れを受けて、1996年には355ミリリットル入りのロングネックボトルが発売された。1998年にはパブリックキャンペーンを実施した。
1999年にはジェレミー・マクグラスが優勝したことで知られるモーターサイクル・モトクロスの公式スポンサーとなった。1999年からは新人バンドを発掘するイベントSkol Rockが始まる。2000年には夏のイベント「2000: O verão mais redondo do planeta（地球で最も丸（ゼロ）が多い年の夏）」が行われた。
2000年に、初のスコール・ビート音楽祭がサンパウロ市で開催された。スコール・ビートは、トランスやテクノ、エレクトロ、ドラムンベース、ハウス、ブレイクビーツなどの電子音楽を対象に含んだことが特徴である。このイベント中にパーティと刺激が好きな人のためのビールとして新製品「ビート」が発表された。これはスコールよりも風味豊かでアルコール度数が高いビールである。
2006年10月、新製品「スコールレモン」が公開された。スコールレモンへの反応は意見が分かれており、絶賛する人もいたが、反発も強かった。